# Франц Кафка
Франц Кафка (на немски: Franz Kafka) е сред най-значимите немскоезични писатели на XX век.
Той е романист и автор на разкази, считан от много изследователи за една от основните фигури на литературата на XX век. Творбите му, които обединяват елементи от реализма и фантастиката, обикновено включват изолирани от обществото главни герои, изправени пред странни или сюрреалистични затруднения и неразбираеми социално-бюрократични сили. Някои смятат обаче, че това е само уникален опит в очевидната борба с „висшите сили“ да се даде инициатива на индивида, който сам прави своя избор и носи отговорност за него. В неговите произведения присъстват темите за отчуждение, екзистенциална тревожност, вина и абсурд. Най-известните му творби са „Метаморфозата“, „Процесът“ и „Замъкът“.
Само малка част от произведенията на Кафка са публикувани приживе, предимно в литературни списания, но не получават обществено внимание. По-голямата част от тях са издадени посмъртно. Въпреки че в завещанието си Кафка инструктира своя изпълнител и приятел Макс Брод да унищожи незавършените му произведения, Брод пренебрегна тези инструкции. Творчеството му повлиява на широк кръг писатели, критици, художници и философи.

## Биография

### Произход и младежки години
Франц Кафка е роден в еврейско семейство ашкенази от средна класа в Прага, столицата на Кралство Бохемия, тогава част от Австро-Унгарската империя, днес столица на Чехия. Бащата, Херман Кафка (1854 – 1931), четвъртото дете на Якоб Кафка, е търговец и домашен тиранин, изпълнен с презрение към литературните начинания на своя син. Фамилията Kavka (чеш.) означава чавка и бащата го ползва като емблема на писмата си. Той е роден в село край град Писек, повечето жители на което са чешкоезични евреи. Работи известно време като търговски пътник, след което се установява в Прага. Там той отваря магазин за луксозни стоки и аксесоари, който се развива успешно и персоналът му достига до 15 души. Херман е описан от биографа Стенли Корнгълд като „огромен, егоистичен, властен бизнесмен“, а от Франц Кафка като „истински Кафка по отношение на сила, здраве, апетит, сила на гласа, красноречие, самодоволство, господство, издръжливост, присъствие на ума и познание за човешката природа“ В работни дни и двамата родители отсъстват от дома, като Юли Кафка работи по 12 часа всеки ден, помагайки да управлява семейния бизнес. Следователно детството на Кафка е някак самотно и децата бяха отгледани до голяма степен от поредица гувернантки и слуги. Проблемната връзка на Кафка с баща му е очевидна в неговото произведение „Писмо до баща ми“ от повече от 100 страници, в което той се оплаква, че е дълбоко засегнат от авторитарния и взискателен характер на баща си. Доминиращата фигура на бащата на Кафка оказва значително влияние върху творчеството на Кафка.
Майката на Франц Кафка, Юли (1856 – 1934), е дъщеря на Якоб Леви, заможен пивовар от Подебради и е по-образована от своя съпруг.
Родителите на Кафка вероятно са говорили на немски, повлиян от идиш, но тъй като немският език се е считал за средство за социална мобилност, те вероятно са насърчавали децата си да говорят на стандартния немски език. Франц е най-голямото от шестте деца в семейството. Двамата му братя, Георг и Хайнрих, умират в ранна възраст, преди той да навърши седем години. Трите му сестри, Габриеле („Ели“; 1889 – 1941), Валери („Вали“; 1890 – 1942) и Отили („Отла“; 1891 – 1943) са убити по-късно по време на Холокоста. Вали е депортирана в гето в окупирана Полша през 1942 г., но това е последното свидетелство за нея. Отили е любимата сестра на Кафка.

### Образование
От 1889 до 1893 г. Кафка посещава немското начално училище в Прага, а след това е приет в строгата класическа немска държавна гимназия.
Езикът на преподаване е немски, но Кафка говори и пише и на чешки език. Той учи в гимназията в продължение на осем години, постигайки добри оценки. Въпреки че Кафка получава комплименти за чешкия си, той никога не смята, че го владее свободно, въпреки че говори немски с чешки акцент. Завършва изпитите си през 1901 г. По-късно изучава и френски език и култура.
Еврейското му възпитание се ограничава до отбелязването на Бар Мицва, когато е на 13 години и до посещенията на синагога, заедно с баща му, само на четирите най-големи празника в годината.
Приет в Карл-Фердинандовия университет в Прага, Кафка първоначално се записва да учи химия, но няколко седмици по-късно се насочва към правото. Въпреки че тази област не го вълнува, тя дава повече възможности за бъдеща кариера, а по-дългото обучение позволява на Кафка да отдели време за курсове по немска филология и история на изкуството. Той се включва в студентски клуб, който организира литературни четения и други подобни начинания. В университета се запознава с Макс Брод, който също учи право, журналиста Феликс Велч, който учи философия, актьора цках Лоуи, който произхожда от ортодоксална хасидска варшавска фамилия и писателите Оскар Баум и Франц Верфел. С Макс Брод остават близки приятели до края на живота му. На 18 юли 1906 година Франц Кафка получава докторска степен по право, след което преминава задължителния едногодишен неплатен стаж в граждански и наказателни съдилища.
Брод скоро забелязва, че въпреки че Кафка е срамежлив и рядко говори, това, което казва, обикновено е с дълбок смисъл. През целия си живот Кафка е запален читател. Двамата четат „Протагор“ на Платон на оригиналния гръцки език по инициатива на Брод и „Възпитание на чувствата“ на Гюстав Флобер на френски език, по негово собствено предложение. Кафка счита Фьодор Достоевски, Флобер, Николай Гогол, Франц Грилпарцер и Хайнрих фон Клайст за негови „истински кръвни братя“. Освен тях той се интересува от чешката литература и също така много харесва творбите на Гьоте.

### Работа
На 1 ноември 1907 г. Кафка е нает в застрахователна компания, където работи близо година. Кореспонденцията му през този период показва, че е недоволен от работния график – от 08:00 до 18:00 часа, което прави изключително трудно да се концентрира върху писането, което има все по-голямо значение за него. На 15 юли 1908 г. той подава оставка. Две седмици по-късно намира работа към Института за застраховане от злополуки на работниците в Кралство Бохемия. Работата включва разследване и оценка на обезщетение за телесна повреда на работниците в промишлеността. Злополуки като загубени пръсти или крайници са често срещани поради лошите политики за безопасност при работа по това време. Това важи особено за фабриките, оборудвани с машинни стругове, свредла, рендосачи и ротационни триони, които рядко са снабдени с предпазни средства.
Професорът по мениджмънт Питър Дракър счита, че Кафка има принос в разработването на първата гражданска твърда шапка, докато работи в Института за застраховане от злополуки на работниците, но това не е подкрепено от нито един документ от неговия работодател. Баща му често нарича работата на сина си като застрахователен агент работа, извършена само за плащане на сметките. Кафка често твърди, че го презира. Той бързо е повишен и неговите задължения включват обработка и проучване на искания за обезщетение, писане на доклади и обработка на жалби от бизнесмени. Той съставя годишния отчет за застрахователния институт в продължение на няколко години. Докладите са добре приети от неговите началници. Кафка обикновено има време да отдели за литературното си творчество. Баща му очаква той да помогне и да поеме фамилния магазин. В по-късните години болестта на Кафка често му пречи да работи в застрахователното бюро и да пише.
След 1911 г. той открива като забавление представленията на театър на идиш. Този интерес служи и като отправна точка за нарастващото му изследване на юдаизма. Приблизително по това време Кафка става вегетарианец. Около 1915 г. получава известие за военна служба през Първата световна война, но работодателите му в застрахователния институт организират отсрочка, тъй като работата му се счита за основна държавна служба. По-късно се опитва да се присъедини към военните, но поради медицински проблеми, свързани с туберкулозата, с която е диагностициран през 1917 г., е възпрепятстван. През 1918 г. Институтът за застраховане при трудови злополуки му дава пенсия поради болестта му, за която по това време няма лечение и той прекарва по-голямата част от остатъка от живота си в санаториуми.

### Болест и смърт
Ларингиалната туберкулоза на Кафка се влошава и през март 1924 г. той се връща от Берлин в Прага, където членовете на неговото семейство, основно неговата любима сестра, се грижат за него. Той отива на 10 април в санаториума на д-р Хофман в Кирлинг, до Виена, за да се лекува и умира там на 3 юни 1924 г. ненавършил 41 години. Причината за смъртта изглежда глад: състоянието на гърлото на Кафка прави яденето твърде болезнено, и тъй като парентералното хранене все още не е разработено, няма начин да го хранят. Кафка редактира „Гладният артист“ на смъртното си легло – история, чиято композиция започва преди гърлото му да се затвори до степен да не може да поеме никаква храна. Тялото му е върнато в Прага, където е погребано на 11 юни 1924 г. в Новото еврейско гробище. Кафка на практика е непознат приживе, но не смята славата за важна. Той се издига до славата бързо след смъртта си, особено след Втората световна война. Надгробната плоча Кафка е проектирана от архитект Леополд Ерман.
Въпреки завещанието му, което повелява всичко, излязло под перото му, да бъде изгорено, приятелят му, писателят Макс Брод издава посмъртно три негови недовършени романа – „Процесът“ (1925), „Замъкът“ (1926) и „Америка“ (1927), – както и сборника с непубликувани разкази „При строежа на Китайската стена“ (1931). Излиза и кореспонденцията му с Фелице Бауер и с Милена Йесенска, както и прочутото му „Писмо до бащата“ (създадено в 1919 г.). Посмъртно са издадени и неговите „Дневници“ (1983).

## Творчество
Според Владимир Набоков най-силно влияние върху Франц Кафка по отношение на литературния му стил е упражнил Гюстав Флобер. Подобно на френския писател Кафка си служи с езика като с работен инструмент. В прозата си използва словесни обрати от речника на администрацията, деловите среди, съдопроизводството, естествените науки.
Почти във всичките си творби Кафка разработва темата за личностното поражение пред неведомите сили на закона и непроницаемите житейски условности. Героите му напразно се стремят към социална значимост, а крушението им е представено най-често в леко иронична светлина. Текстовете на Кафка са ясни и в същото време закодирани и херметични. Поради предметния език, несложното действие и ярката образност те изглеждат леснодостъпни, но стават трудни за възприемане, когато се долови тяхната неизмерима дълбочина и екзистенциална тревожност на посланията им.
От 1908 до 1922 г. Кафка работи в застрахователна фирма, но непрекъснато, главно нощем, пише. Така е създадена първата му значима литературна творба, разказът „Присъдата“ (1913), последвана от новелата „Метаморфозата“ (1915). Писателят е близък до кръга на пражките експресионисти и разказите му излизат в различни литературни списания.
Приживе творчеството на Франц Кафка е слабо известно, но то се сдобива с международна слава в годините след Втората световна война. „Откриват“ го първо в САЩ и Франция, а едва през петдесетте години на XX век – в Германия и Австрия.
По време на националсоциализма в Германия и Австрия книгите на Кафка са забранени, обявяват изкуството му за „изродено“, смятат го за проводник на „юдеоболшевизма“. Трите сестри на писателя са арестувани и ликвидирани в концентрационни лагери.
В България при комунизма творчеството на Кафка също е забранено, а самото споменаване на името му е смятано за проява на „идеологическа диверсия“ с всички произтичащи от това последици. Литературният „пробив“ се извършва през 1981 година с издаването на сборник с писма на Кафка. През следващата година в Пловдив е издаден сборникът с разкази на Кафка „Преображението“, дело на писателя и преводач Венцеслав Константинов.
Славата на „пражанина“ се корени в необикновеното съчетание на свръхреализъм и гротескност, което придава изключителна сила на художественото внушение. Така възниква един застрашителен, кафкиански свят-притча, в който невидимо нараства отчуждението и бездуховността. На преден план излиза необяснимото, абсурдът, онова, което не се поддава на логическо осмисляне, но деформира човека и обезценява живота му.

## Личен живот
Кафка никога не се жени. Според Брод, Кафка е „измъчван“ от сексуални желания, а биографът му Райнер Стах твърди, че животът му е изпълнен с „непрекъснато женкарство“, както и със страх от „сексуален провал“. През по-голяма част от зрелия си живот Кафка посещава бардаци и се интересува от порнография. Освен това има близки отношения с няколко жени през живота си. На 13 август 1912 г. той се запознава с Фелис Бауер, роднина на Брод, която работи в Берлин като представител на диктофонна компания. Седмица след срещата в дома на Брод Кафка пише в дневника си: „Мис ФБ. Когато пристигнах в дома на Брод на 13 август, тя седеше на масата. Изобщо не ми беше любопитно коя е тя, а по-скоро я приех като даденост веднага. Костеливо, празно лице, което носеше пустотата си открито. Гол врат. Блуза, навлечена. Изглеждаше много домашно в роклята си, въпреки че, както се оказа, тя в никакъв случай не е била. (Отчуждавам се малко от нея, като я оглеждам толкова внимателно отблизо...) Почти счупен нос. Руса, донякъде права, непривлекателна коса, силна брадичка. Докато заемах мястото си, я погледнах отблизо за първи път, към момента, в който седнах, вече имах непоклатимо мнение.“ 
Кафка и Фелис Бауер общуват предимно чрез писма през следващите пет години, срещат се от време на време и се сгодяват два пъти. Съществуващите писма на Кафка до Бауер са публикувани като „Писма до Фелис“. Нейните писма не оцеляват. Според биографите Стах и Джеймс Хоуз, Кафка се сгодява за трети път около 1920 г. за Юли Воризек, бедна и необразована камериерка в хотел. Въпреки че двамата наемат апартамент и определят дата за сватба, бракът никога не се състои. През това време Кафка започва чернова на „Писмо до баща си“, който възразява срещу Юли заради нейните ционистки убеждения. Преди датата на предвидения брак той се запознава с още една жена. Въпреки че се нуждае от жени и секс в живота си, той има ниска самоувереност, чувства секса като мръсен и е осакатяващо срамежлив – особено по отношение на тялото си.
Стах и Брод заявяват, че по времето, когато Кафка се запознава с Фелис Бауер, той има афера с нейната приятелка Маргарет „Грете“ Блок, еврейка от Берлин. Брод казва, че Блок ражда син на Кафка, въпреки че самият Кафка никога не узнава за детето. Момчето, чието име не е известно, е родено през 1914 или 1915 г. и умира в Мюнхен през 1921 г. Биографът на Кафка Петър-Андре Алт казва, че Блок наистина има син, но Кафка не е бащата, тъй като двамата никога не са били интимни. Стах посочва, че има много противоречиви доказателства около твърдението, че Кафка е бащата.
През 1920 г. Кафка започва интензивни отношения с Милена Йесенска, чешка журналистка и писателка. По-късно писмата му до нея са публикувани като „Писма до Милена“. По време на ваканция през юли 1923 г. до Граал-Мюриц на Балтийско море, Кафка се запознава с Дора Диамант, 25-годишна учителка в детската градина от православно еврейско семейство. Кафка, надявайки се да избяга от влиянието на семейството си, за да се концентрира върху писането си, се премества за кратко в Берлин (септември 1923-март 1924) и заживява с Диамант. Тя става негова любовница и предизвиква интереса му към Талмуда.

## Признание
Днес Франц Кафка, наред с Джеймс Джойс и Марсел Пруст, е смятан за един от „тримата влъхви“ на модерната литература.
За разлика от много известни писатели Кафка рядко бива цитиран. Вместо това той бива високо оценен заради своите видения и перспектива. Шимон Сандбанк, професор, литературен критик и писател, идентифицира Кафка като писател, повлиял на Хорхе Луис Борхес, Албер Камю, Йожен Йонеско, Дж. М. Кутси и Жан-Пол Сартр. През 1999 г. комисия от 99 автори, учени и литературни критици класират „Процесът“ и „Замъкът“ като втори и девети по значимост романи на немски език на ХХ век. Въпреки всеобхватността загадъчният стил на Кафка трудно може да бъде подражаван. Нийл Кристиан Пейджърс, професор по немски изследвания и сравнителна литература в университета в Бингъмтън, който е специалист в творчеството на Кафка, казва, че влиянието на Кафка надхвърля литературата и литературната наука; той влияе на визуалните изкуства, музиката и популярната култура. Хари Щайнхауер, професор по немска и еврейска литература, казва, че Кафка„ е направил по-силно въздействие върху грамотното общество от всеки друг писател на ХХ век“. Брод казва, че ХХ век един ден ще бъде известен като „векът на Кафка“.
В чест на писателя са учредени две международни литературни награди – през 1979 г. от град Клостернойбург и през 2001 г. от родния град на писателя -Прага. От 1998 година насам американският университет в Сан Диего ръководи инициативата „Проект Кафка“, която издирва последните произведения на Кафка. 
3412 Кафка, 1983 AU2 е астероид, наречен на писателя, открит в обсерваторията Паломар в Сан Диего. В Прага има негов музей.

## Издания
- Betrachtung 1912
- Das Urteil 1913
- In der Stafkolonie 1919
- Ein Hungerkünstler 1924
- Der Prozess 1925
- Das Schloß 1926
- Amerika 1927